# Innlandet
Innlandet er et nyt fylke i Norge, der blev oprettet 1. januar 2020, i hovedsagen ved en sammenlægning af fylkerne Hedmark og Oppland. Kommunene Jevnaker og Lunner blev dog overført til det ligeledes nye fylke Viken.
Fylkesmannsembedet for det nye sammenlagte fylke ligger i Lillehammer allerede fra 2019. Hovedsædet for administrativ og politisk ledelse skal ligge i Hamar, men der bliver også fylkeskommunale funktioner i Lillehammer. Tidligere justitsminister Knut Storberget er udnævnt til fylkesmand for Innlandet fylkeskommune.

## Geografi
Området dækker i nærheden af 17 procent af fastlandsarealet i Norge, og spænder fra Osloregionen i syd til Trøndelag i nord. Mod vest afgrænses regionen af Jotunheimen og fjeldområdene i Valdres, og har i øst grænse til Sverige.
Norges største sø, Mjøsa, ligger centralt placeret midt i Innlandet. Omkring Mjøsa ligger blandt andet byerne Brumunddal, Gjøvik, Moelv, Hamar og Lillehammer, som også omtales som Mjøsbyen og Mjøsbyregionen. Innlandet huser også Norges højeste fjeld, Galdhøpiggen, og Norges længste elv, Glomma.
Innlandet har en stor jord- og skovbrugsbaseret sektor; Omkring 20 procent af Norges landbrugsproduktion er fra Innlandet, og omkring 40 procent af al skovhugst.

### Hedmark og Oppland bliver til Innlandet
Som en del af regionreformen blev det foreslået at Hedmark og Oppland skulle slå sig sammen til et fylke. I december 2017 blev det foreslået at navnet på det nye fylke bliver Innlandet. Sammenlægningen blev formelt besluttet af de to fylkesting i Hedmark og Oppland 15. januar 2018. Det blev også bestemt, at det fremtidige fylkesting skal have 57 repræsentanter. Even Aleksander Hagen blev på det konstituerende møde valgt til leder af fællesnænet for sammenlægningen af fylkeskommunerne i Oppland og Hedmark. Nye Innlandet fylkeskommune blev en realitet fra 1. januar 2020.